# William P. Baker

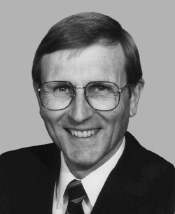
William P. Baker

William Pond Baker (* 14. Juni 1940 in Oakland, Kalifornien) ist ein US-amerikanischer Politiker. Zwischen 1993 und 1997 vertrat er den Bundesstaat Kalifornien im US-Repräsentantenhaus.

## Werdegang
William Baker besuchte die öffentlichen Schulen seiner Heimat und danach bis 1963 das San José State College. Von 1957 bis 1965 gehörte er der Reserve der US-Küstenwache an. In den folgenden Jahren betätigte er sich als Geschäftsmann und Farmer. Zwischen 1978 und 1972 war Baker Buchhalter im kalifornischen Finanzministerium. Danach war er bis 1978 Vizepräsident der Vereinigung der Steuerzahler im Contra Costa County. Gleichzeitig schlug er als Mitglied der Republikanischen Partei eine politische Laufbahn ein. Zwischen 1981 und 1993 saß er als Abgeordneter in der California State Assembly.
Bei den Kongresswahlen des Jahres 1992 wurde Baker im zehnten Wahlbezirk von Kalifornien in das US-Repräsentantenhaus in Washington, D.C. gewählt, wo er am 3. Januar 1993 die Nachfolge von Don Edwards antrat. Nach einer Wiederwahl konnte er bis zum 3. Januar 1997 zwei Legislaturperioden im Kongress absolvieren. Im Jahr 1996 wurde er nicht bestätigt. Seither ist er politisch nicht mehr in Erscheinung getreten.